# Cerrillini
Los cerrilinos (Cerrillini) son una tribu de hemípteros auquenorrincos de la familia Cicadellidae. Tiene los siguientes géneros.

## Géneros
- Cerrillus[1]